# Platytrigona planifrons
Platytrigona planifrons är en biart som först beskrevs av Smith 1864.  Platytrigona planifrons ingår i släktet Platytrigona och familjen långtungebin. Inga underarter finns listade i Catalogue of Life.